# Selmar Bagge

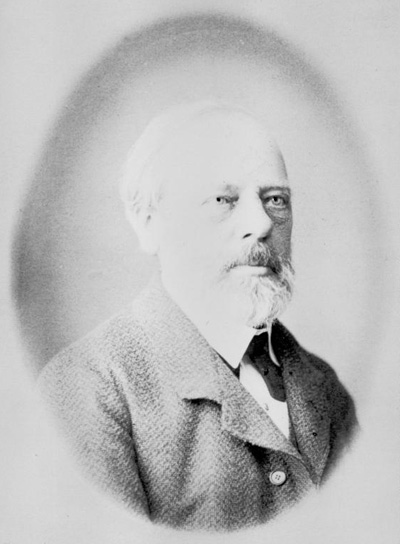
Selmar Bagge

Selmar Bagge (* 30. Juni 1823 in Coburg; † 16. Juli 1896 in Basel) war ein deutscher Musikjournalist und Komponist.

## Leben
Bagges Vater war Rektor am Gymnasium zu Coburg. Nachdem Selmar Bagge bereits früh seine musikalischen Studien begonnen hatte, war er ab 1837 Schüler von Dionys Weber am Prager Konservatorium und später bei Simon Sechter in Wien. Von 1851 bis 1855 unterrichtete er am Konservatorium in Wien, danach wirkte er als Musikkritiker und -journalist. Von 1863 bis 1865 war er Herausgeber der Allgemeinen musikalischen Zeitung.
Ab 1868 leitete er die Allgemeine Musikschule in Basel (heute Musik-Akademie der Stadt Basel), ab 1876 unterrichtete er auch an der dortigen Universität.

## Familie
Bagge heiratete am 10. August 1854 in Frankfurt am Main die Pianistin Justine Wendelstadt (1825–1908), eine Tochter des Malers Carl Friedrich Wendelstadt.

## Werk
Er komponierte vier Sinfonien, ein Klavierkonzert, zwei Messen, kammermusikalische und Chorwerke, Lieder und Klavierstücke in der Tradition Beethovens und Schumanns. Bekannt wurde sein Lehrbuch der Tonkunst.

## Schriften
- Gedanken und Ansichten über Musik und Musikzustände in einer Reihe gesammelter Aufsätze, Wien 1860 (Digitalisat)
- Lehrbuch der Tonkunst oder Allgemeine Musiklehre. Für Musiker, Dilettanten und Kunstfreunde, Leipzig: Breitkopf & Härtel 1873 (Digitalisat)
- Ueber musikalische Richtungen. Ein Vortrag gehalten bei Gelegenheit der festlichen Einweihung des neuen Musikschul-Gebäudes in Basel, am 5. Nov. 1873, Basel 1873
- Robert Schumann und seine Faust-Scenen, 1879
- Die geschichtliche Entwicklung der Sonate, Leipzig: Breitkopf & Härtel 1880

## Briefe
- Briefwechsel Clara Schumanns mit Maria und Richard Fellinger, Anna Franz geb. Wittgenstein, Max Kalbeck und anderen Korrespondenten in Österreich, hrsg. von Klaus Martin Kopitz, Anselm Eber und Thomas Synofzik (= Schumann-Briefedition, Serie II, Band 4), Köln 2020, S. 41–56